# تعطیلات تابستانی
تعطیلات تابستانی فیلمی به کارگردانی فریدون حسن‌پور و نویسندگی فریدون حسن پور، حمید جبلی ساختهٔ سال ۱۳۷۴ است.

## آتش‌سوزی سینما آزادی
در ساعت ۱۳:۱۵ روز جمعه ۲۹ فروردین ۱۳۷۶، در هنگام نمایش این فیلم (اکران دوم) در سینما آزادی تهران، (واقع در تقاطع بلوار عباس‌آباد و خیابان وزرا) سینما دچار حریق شد.

## خلاصه داستان
رامین و امین دو برادر دوقلو هستند که تفاوت‌های زیادی با هم دارند.. امین شاگرد اول مدرسه و در درس‌هایش موفق است، نقطه مقابل آن رامین که هر سال تجدیدی میاورد و تابستان برای کار به مکانیکی اوس جمال برای کار می‌رود، تا اینکه پدر امین و رامین، رامین را تهدید می‌کند که اگر امسال تجدید شود باید برای همیشه به مکانیکی اوس جمال و نزد ذبیح برود، رامین از ترس مکانیکی اوس جمال شب و روز درس می‌خواند. با این حال دوتا تجدید می‌آورد و برادرش امین شاگرد اول می‌شود، رامین که در روز گرفتن کارنامه خود به مدرسه رفته جای اسم‌های خودشون رو روی کارنامه عوض می‌کند که در ادامه ماجراهایی اتفاق میفتد!.

## بازیگران
- اسماعیل داورفر
- جمشید اسماعیل خانی
- ابراهیم‌آبادی
- فاطمه صادقی
- بیوک میرزایی
- مجید رزاز
- محمد ورشوچی
- اکبر دودکار
- میرصلاح حسینی
- حامد کلاهداری
- امید قربانی
- محمد همت فرد
- شهنام شهابی
- مهرداد نظری
- عباس شوقی
- شعبان رنگی وند
- فرهاد ملکی
- محمد موفق
- اردلان
- امیر همت فرد
- مهدی بوستان پرور
- سپیده کلاه داری
- مهتاب حسن پور
- امیر رحیمی
- محمود سواری
- علی رحیمی
- حمید قشلاقی
- علی عطاری
- افشین آقایی
- مهرداد مهرآفرین
- احسان احمدپور
- امیر قادری
- صادق آقایی
- علی خشکی
- رضا رسولی
- جواد نعمتی
- دانیال شاه محمدی
- کامران حیدرخطیبی
- ایمان غفوری
- حمید زارع
- رضا محمودزاده
- قاسم باخدا